# Brode (gmina Vransko)
Brode – wieś w Słowenii, w gminie Vransko. W 2018 roku liczyła 200 mieszkańców.